# Elektrizitätsstraße 25 (Mönchengladbach)

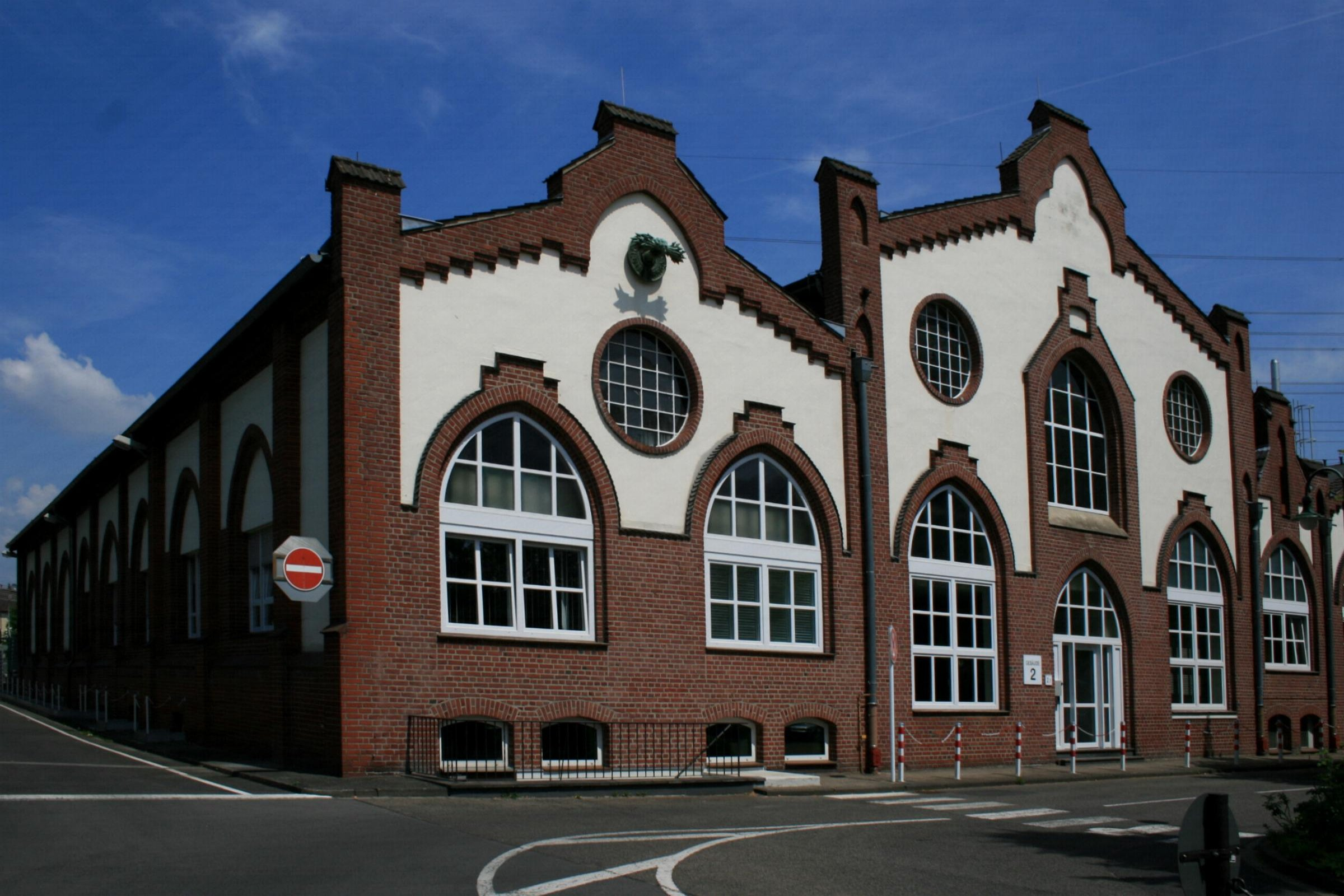
Maschinenhalle (2011)

Die Maschinenhalle Elektrizitätsstraße 25 steht im Stadtteil Rheydt in Mönchengladbach (Nordrhein-Westfalen).
Das Haus wurde um die Jahrhundertwende erbaut. Es ist unter Nr. E 019 am 29. August 1988 in die Denkmalliste der Stadt Mönchengladbach eingetragen worden.

## Architektur
Die Gebäudekomplexe der Niederrheinischen Licht- und Kraftwerk AG befinden sich zurückversetzt quer zur Ausfallstraße nach Odenkirchen innerhalb eines um die Jahrhundertwende entstandenen Industriegebietes.
Von dem ursprünglichen, einheitlich formulierten Gebäudekomplex mit Straßenbahnhalle, Fabrikschornstein etc. sind nur noch die ehemalige Maschinenhalle mit einer nach Osten winkelförmig angeführten Werkshalle, ein Wohnhaus mit Garagenanbau sowie eine zur Straße hin abgrenzende Grundstücksmauer mit Pfeilergliederung erhalten und denkmalwert.
Hinter einer differenziert gegliederten Giebelfassade in gotisierendem Formenrepertoire sind die zweischiffige (ehemalige) Maschinenhalle und ein Lager- bzw. Verwaltungsgebäude zusammengefasst.